# رنه اوئیگ
رنه اوئیگ (به فرانسوی: René Huyghe) نویسنده و استاد دانشگاه قرن بیستم میلادی اهل فرانسه بود.